# Allée de la Robertsau
L'Allée de la Robertsau est une avenue de Strasbourg.

## Édifices remarquables
- nº26 : immeuble de style historicisant, inspiré du baroque allemand et du classicisme français. Il est commandé en 1905 à Frantz Lütke et Heinrich Backes, mais est finalement réalisé en 1909 par Emil Widmann. L’un des éléments les plus intéressant de ce bâtiment est un ascenseur panoramique en verre à moteur électrique, posé en 1910. Les façades, les toitures, le vestibule, la cage d’escalier et l’ascenseur sont inscrits au titre des monuments historiques depuis 2009[1].
- nº56 : immeuble de style art nouveau construit entre 1902 et 1904 par Frantz Lütke et Heinrich Backes pour le maître boulanger Georges Cromer, d’où le surnom « hôtel Cromer » parfois donné au bâtiment. La façade et les toitures sont inscrites au titre des monuments historiques depuis 1975[2].

## Ambassades et consulats
En partant du centre ville vers l'Avenue de l'Europe :
- Roumanie
- Italie
- Malte